# 앨런 커스버트슨
앨런 커스버트슨(Allan Darling Cuthbertson, 1920년 4월 7일 ~ 1988년 2월 8일)은 오스트레일리아의 배우, 텔레비전 배우이다.
퍼스에서 태어났으며 런던에서 사망하였다.

## 영화
- 엣지 오브 다크니스 (1985년)
- 13인의 만찬 (1985년)
- 전쟁의 폭풍 (1983년)
- 거울 살인 사건 (1980년)
- 홉스카취 (1980년)
- 바다의 늑대들 (1980년)
- 더 어드벤처스 (1970년)
- 원 모어 타임 (1970년)
- 행동 (1970년)
- 네모 선장과 수중도시 (1969년)
- 죄 많은 더베이 (1969년)
- 팔레스타의 영웅 (1966년)
- V2 3인의 첩보전 (1965년)
- 적과 백 (1964년)
- 런닝 맨 (1963년)
- 프로이트 (1962년)
- 나바론 요새 (1961년)
- 턴스 오브 글로리 (1960년)
- 지옥에서 악수하라 (1959년)
- 데블스 디사이플 (1959년)
- 야성의 킬리만자로 (1959년)
- 꼭대기 방 (1959년)
- 존재한 적 없는 사나이 (1956년)
- 디즈니랜드 스토리 (1954년) - 구스 애슐리 역